# ببین چگونه می‌دوند (فیلم ۲۰۲۲)
ببین چگونه می‌دوند (انگلیسی: See How They Run) فیلمی کمدی معمایی به کارگردانی تام جورج، نویسندگی مارک چپل و تهیه‌کنندگی دامیان جونز و جینا کارتر است. سم راکول، سرشه رونان، آدرین برودی، روث ویلسون، ریس شیراسمیت، هریس دیکینسون و دیوید اویلوو در این فیلم به ایفای نقش پرداخته‌اند.
ببین چگونه می‌دوند توسط سرچلایت پیکچرز در بریتانیا در ۹ سپتامبر ۲۰۲۲ و در ایالات متحده در ۱۶ سپتامبر منتشر شد. این فیلم عموماً نقدهای مثبتی از سوی منتقدان دریافت کرد.

## طرح داستان
در دهه ۱۹۵۰ یک تهیه‌کننده فیلم در لندن تصمیم می‌گیرد تا نمایشنامهٔ محبوب تله‌موش اثر آگاتا کریستی را در یک فیلم اقتباس کند، اما وقتی اعضای گروه تولید به قتل می‌رسند، همه چیز از ریل خارج می‌شود. بازرس استوپارد و پلیس تازه‌کار استاکر، خود را در میان رازی گیج‌کننده به سبک آگاتا کریستی می‌یابند.

## بازیگران
- سم راکول در نقش بازرس استوپارد[۳]
- سرشه رونان در نقش پاسبان استاکر[۳]
- آدرین برودی در نقش لئو کوپرنیک[۴]
- روث ویلسون در نقش پتولا اسپنسر[۵]
- ریس شیراسمیت در نقش جان وولف[۶]
- هریس دیکینسون در نقش ریچارد اتنبرا[۷]
- دیوید اویلوو در نقش مروین کاکر-نوریس[۳]
- چارلی کوپر در نقش دنیس آشر[۷]
- شرلی هندرسون در نقش بانو[۷]
- پیپا بنت-وارنر در نقش آن ساویل[۸]
- پرل چاندا در نقش شیلا سیم[۷]
- پل شهیدی در نقش یاران[۷]
- سیان کلیفورد در نقش ادانا رامنی[۷]
- جیکوب فورچون-لوید در نقش گیو[۷]
- لوسین مساماتی در نقش مکس مالوان[۹]
- تیم کی در نقش کمیسر هرولد اسکات[۱۰]

## تولید
این فیلم در نوامبر ۲۰۲۰ به عنوان یک فیلم معمایی بدون عنوان از سرچ لایت پیکچرز معرفی شد و تام جورج آن را بر اساس فیلمنامه‌ای از مارک چاپل کارگردانی کرد. فیلم‌برداری تا آوریل ۲۰۲۱ به پایان رسید. عنوان رسمی فیلم «See How They Run» در ژوئیه ۲۰۲۱ اعلام شد.

## انتشار
ببین چگونه می‌دوند در ۹ سپتامبر ۲۰۲۲ در بریتانیا، و در ۱۶ سپتامبر در ایالات متحده منتشر شد. این فیلم در ابتدا قرار بود در ۳۰ سپتامبر در ایالات متحده منتشر شود، اما به دلیل «فقدان محصول اصلی استودیویی در پاییز» دو هفته به جلو کشیده شد.

## بازخورد

### گیشه
تا ۹ اکتبر ۲۰۲۲، ببین چگونه می‌دوند ۸٫۸ میلیون در ایالات متحده و کانادا و نیز ۸٫۴ میلیون در سایر مناطق فروش داشته است و فروش کلی آن در جهان ۱۷٫۲ میلیون دلار است.

### نظر منتقدان
در وبگاه جمع‌آوری نقد راتن تومیتوز، ٪۷۳ از ۱۶۹ بررسی منتقدان مثبت است و میانگینِ امتیاز آن ۶٫۵/۱۰ است. این فیلم در متاکریتیک که از میانگین وزنی استفاده می‌کند، بر اساس نظر ۴۰ منتقدین امتیاز ۶۰ از ۱۰۰ را کسب کرده که نشان‌گر «نقدهای مختلط یا متوسط» است. تماشاگرانی که در نظرسنجی سینماسکور شرکت کردند به فیلم نمره متوسط «B–» در مقیاس «A+» تا «F» دادند.